# Yamaha FZR 1000
La Yamaha FZR 1000 è una motocicletta stradale sportiva prodotta dalla casa motociclistica giapponese Yamaha a partire dal 1987 fino al 1995.

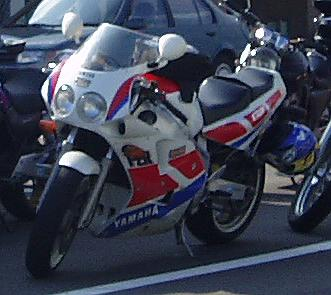
FZR 1000 1989

## Descrizione

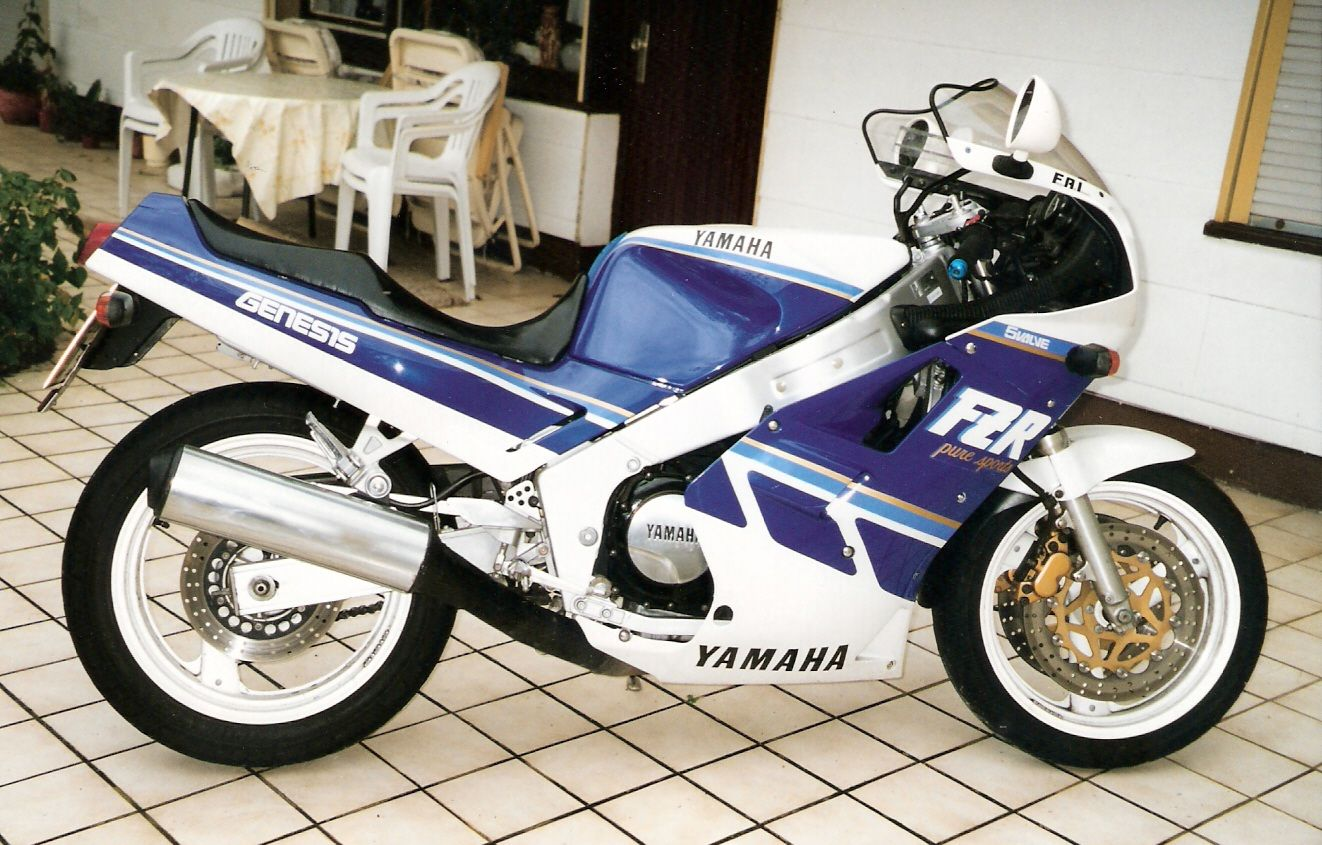
FZR 1000 del 1988

La FZR 1000 Genesis venne presentata al pubblico al salone motociclistico IFMA di Colonia in Germania nel settembre 1986.
Il motore (inizialmente dal 1987 al 1989 avente cubatura di 989 cm³ e poi incrementato a 1003 cm³) era un quattro cilindri in linea raffreddato a liquido con doppio albero a camme (DOHC: Double Overhead Camshaft) dotato di cinque valvole per cilindro per un totale di 20. La sospensione anteriore utilizzata era una forcella telescopica regolabile. Al posteriore invece montava un mono ammortizzatore regolabile.
Dotata di un cambio a 5 velocità, la YZF 1000 utilizzava una frizione a dischi multipli in bagno d'olio. Il motore era alloggiato sul telaio Yamaha DeltaBox in alluminio.
Il principale elemento innovativo della FZR era il telaio perimetrale in alluminio, commercializzato come "Deltabox". Il telaio era ancora nelle prime fasi di sviluppo e, sebbene ci fossero già state moto da competizione con telai Deltabox in alluminio, questa fu la prima applicazione su una motocicletta stradale di produzione.